# The House of Whispers
The House of Whispers è un film muto del 1920 diretto da Ernest C. Warde che si basa sull'omonimo romanzo di William Andrew Johnston, pubblicato a Boston nel 1918.

## Produzione
Il film fu prodotto dalla Robert Brunton Productions

## Distribuzione
Distribuito dalla W.W. Hodkinson e dalla Pathé Exchange, presentato da Robert Brunton, il film uscì nelle sale cinematografiche statunitensi nell'ottobre 1920.